# Rikken Seiyūkai

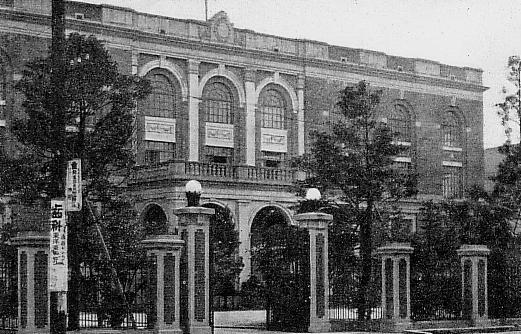
Parteizentrale, um 1930

Rikken Seiyūkai (jap. 立憲政友会, dt. etwa: „Freunde der verfassungsmäßigen Regierung“ bzw. „Konstitutionelle Vereinigung politischer Freunde“), später oft zu Seiyūkai abgekürzt, war von ihrer Gründung im Jahre 1900 durch den Politiker Itō Hirobumi bis zu ihrer Auflösung und Vereinigung mit anderen Parteien im Einparteiensystem des Taisei Yokusankai im Jahr 1940 die führende japanische Partei.

## Geschichte
Die Partei wurde 1900 von Itō nach seinem Rücktritt als Premierminister und Austritt aus der Regierung gegründet, um die politische Blockade zu überwinden, die durch das Feilschen der regierungstragenden Parteien um Kabinettspositionen entstanden war, und seine Machtbasis neu zu begründen. Sie knüpfte an das Programm einer älteren Oppositionspartei an, der Kenseitō (etwa: „Verfassungsvereinigung“). Rikken Seiyūkai gewann rasch die absolute Mehrheit, stieß aber auf Widerstand des Oberhauses gegen die geplanten Reformen. Itō trat 1903 vom Parteivorsitz zurück. In der Folgezeit stellte die Partei zahlreiche Minister und Premierminister, so 1918 den ersten „Bürgerlichen“ Hara Takashi Premierminister, der seinen Status Samurai abgelegt hatte und die Partei von 1918 bis 1921 leitete. Die Partei vertrat zunächst liberale Ziele und förderte den parlamentarischen Einfluss auf die Regierung. Gleichzeitig agierte sie für die Interessen des Großgrundbesitzes und weniger großer Unternehmen. 
1924 spaltete sich ein konservativer Flügel der Partei als Seiyū Hontō („Wahre Seiyu-Partei“) ab, schloss sich jedoch 1926 wieder an, nachdem der ehemalige Armeeführer, Hardliner und Expansionist Tanaka Giichi trotz eines Veruntreuungsskandals 1925 Parteiführer (und ab 1927 Premierminister) geworden war. Seit dieser Zeit galt die Partei als eng mit dem Militär verbunden. Seit 1932 verringerte sich ihr Einfluss durch Flügelkämpfe und die Entmachtung des Parlaments, 1940 ging sie in der Einparteienbewegung Taisei Yokusankai auf.
Viele Mitglieder der Partei sammelten sich nach 1945 in der Liberalen Partei. Dazu gehörte deren Begründer, der ehemalige Rikken Seiyukai-Abgeordnete, Kabinettschef unter Giichi, Bildungsminister und Befürworter der Annexion Chinas, Hatoyama Ichirō, der 1955 auch die Liberaldemokratische Partei gründete und ihr erster Vorsitzender wurde.